# الانفجار (رواية)
الانفجارُ روايةُ خيالٍ علميٍ كتبها كلٌّ من الكاتبين الأمريكيين روجر زيلازني و توماس ثورستون توماس ، ونشرتها كتب باين عام 1992 .
وتصف ارواية الانفجار العالمَ كما يمكن أن يكون عام 2081. وتأثير هذا التوهج الشمسي على الحضارة بين الكواكب التي سوف تعاني في المستقبل من انعدام النشاط الشمسي بعد 100 عامٍ تقريباً. كما يتناول الكتابُ منهجاً علمياً في فكرته التي لا تشتمل تقريباً على قصةٍ واقعية بل خيالية. وتتم تجزئة الكتابُ إلى فصولٍ موجزةٍ تصف أناساً مختلفين يعانون من تأثير التوهج الشمسيّ في أماكنَ مختلفةٍ.